# Dasychernes inquilinus
Dasychernes inquilinus är en spindeldjursart som beskrevs av Chamberlin 1929. Dasychernes inquilinus ingår i släktet Dasychernes och familjen blindklokrypare. Inga underarter finns listade i Catalogue of Life.